# 卡斯特里略德拉雷纳
卡斯特里略德拉雷纳，是西班牙卡斯蒂利亚-莱昂布尔戈斯省的一个市镇。总面积15平方公里，总人口267人（2001年），人口密度18人/平方公里。